# آدم بودي
آدم بودي (بالمجرية: Bódi Ádám) هو لاعب كرة قدم مجري في مركز الوسط، ولد في 14 أكتوبر 1990 في نيرغهازا في المجر. شارك مع منتخب المجر تحت 21 سنة لكرة القدم ومنتخب المجر لكرة القدم. أما مع النوادي، فقد لعب مع نادي دبرتسني.

## وصلات خارجية
- آدم بودي على موقع اتحاد المجر (الهنغارية)
- آدم بودي على موقع قاعدة بيانات كرة القدم.إي يو (الإنجليزية)
- آدم بودي على موقع ناشيونال فوتبول تيمز (الإنجليزية)
- آدم بودي على موقع Soccerway.com (الإنجليزية)

{{شريط تصفح تشكيلة فريق كرة قدم
|الاسم=
|اسم الفريق= نادي دبرتسني
|القائمة=
- 1 فارغا

{{لاعب تشكيلة فريق كرة قدم|الرقم=2|الاسم=Szakál
- 3 Hornyák
- 4 Josua Mejías [الإنجليزية]‏
- 5 Bence Batik [الإنجليزية]‏
- 6 وراسيك

{{لاعب تشكيلة فريق كرة قدم|الرقم=8|الاسم=T. Szűcs
{{لاعب تشكيلة فريق كرة قدم|الرقم=10|الاسم=دجودجاك ()
- 12 Erdélyi
- 13 Soma Szuhodovszki [الإنجليزية]‏
- 14 Đorđe Gordić [الإنجليزية]‏
- 16 Fran Manzanara [الإنجليزية]‏
- 17 Donát Bárány [الإنجليزية]‏
- 18 Bodnár

{{لاعب تشكيلة فريق كرة قدم|الرقم=19|الاسم=كوكسيس
- 20 يوغا
- 21 Regenyei

{{لاعب تشكيلة فريق كرة قدم|الرقم=22|الاسم=B. Vajda
- 23 Tercza
- 24 Egri
- 25 Maurides
- 26 لانغ
- 28 هوفمان
- 29 Erik Kusnyír [الإنجليزية]‏
- 33 غيريرو
- 42 Silue
- 45 Batai
- 44 Nwachukwu
- 49 Kulbachuk
- 76 Polozhyi
- 77 Márk Szécsi [الإنجليزية]‏
- 86 Pálfi
- 87 Engedi
- 95 بيرميغو
- 96 داكوستا
- 99 Cibla
- مدرب: نافارو